# Llucia Ramis
Llucia Ramis i Laloux (Palma de Mallorca, 23 de abril de 1977) es una periodista y escritora española, fundamentalmente en lengua catalana.
Licenciada en Ciencias de la Información por la Universidad Autónoma de Barcelona, ha colaborado en diversos medios de comunicación, entre los que destacan el Diario de Mallorca, la revista literaria Quimera, COM Ràdio, RAC 1 y la edición catalana de El Mundo. En este periódico publica la crónica Plexiglàs del suplemento Tendències.

## Biografía
Nacida en Palma de Mallorca en 1977, después de licenciarse se estableció en Sagrera y, más tarde, en el Ensanche de Barcelona. Ha colaborado en diversos medios de comunicación: fue redactora jefe de la revista literaria Quimera_(revista), ha trabajado en la sección de cultura del Diario de Mallorca y actualmente (2013) colabora en El Mundo, COM Ràdio, RAC-1 y Catalunya Ràdio. Es directora y presentadora del programa Això no és Islàndia. Sus dos novelas fueron escritas en Sagrera, donde residió durante nueve años. Debutó en la novela con la obra Coses que et passen a Barcelona quan tens 30 anys (Columna, 2008), que fue recibida con muy buenas críticas. En 2010 ganó el Premio Josep Pla con la que fue más tarde su segunda novela, Egosurfing (Destino, 2010). Ha participado en las obras colectivas Odio Barcelona (2008) y Matar en Barcelona (2009). A finales de 2010, la Obra Cultural Balear (OCB) le concedió el Premio Bartomeu Rosselló-Pòrcel, que galardona a una persona o colectivo joven que sea considerado excelente en el campo de la animación cultural, la investigación (artística, humanística o científica) o la creación.
También ha escrito relatos cortos como La gran Madame, recogido en el libro Odio Barcelona (Melusina, 2008), y La vergüenza, historia recogida en la obra Matar en Barcelona (Alpha Decay, 2010).
En 2018 gana el Premio Anagrama de Novela en catalán con Les possessions, publicada en castellano como Las posesiones por Libros del Asteroide.
En 2018 también se publica la traducción al castellano de su novela debut con el título Cosas que te pasan en Barcelona cuando tienes 30 años (Editorial Barrett). Traducción realizada por Jenn Díaz.

## Obra
- 2008: Coses que et passen a Barcelona quan tens 30 anys (Barcelona: Columna)
- 2010: Egosurfing (Barcelona: Destino)
- 2013: Tot allò que una tarda morí amb les bicicletes (Barcelona: Columna)
- 2018: Les possessions (Anagrama)
- 2018: Cosas que te pasan en Barcelona cuando tienes 30 años (Editorial Barrett)

## Premios
- 2010: Premio Josep Pla de narrativa por Egosurfing
- 2010: Premio Bartomeu Rosselló-Pòrcel[6]
- 2018: Premio Llibres Anagrama de Novela en catalán.[7]
- 2024: Premio de No Ficción Libros del Asteroide con el proyecto Un metro cuadrado

## Autorizaciones
- Enlace permanente a la autorización del sistema OTRS de Wikimedia que figura en la página de discusión del artículo de la versión en catalán, que permite el uso de los textos e imágenes del Directori d'autors locals (distrito de San Andrés, Barcelona). Consorcio de Bibliotecas de Barcelona.